# Malika Kanthong
Malika Kanthong também conhecida por Malika,Nascida em Bangkok, 8 de janeiro de 1987, é uma jogadora de voleibol da seleção da Thailândia que atua como atacante.

## Premiações

### Individuais
- "Melhor saque" da Copa dos Campeões de Voleibol de 2009

 Media relacionados com Malika Kanthong no Wikimedia Commons